# Oratorio di Santa Maria delle Grazie (Palermo)
L'oratorio di Santa Maria delle Grazie, detto Oratorio del Sabato, è una chiesa seicentesca di Palermo che è diventata sinagoga.

## Storia

### Epoca aragonese
In seguito all'espulsione degli ebrei dalla Sicilia, decretata da Ferdinando II d'Aragona e da Isabella di Castiglia nel 1492, una parte della comunità che si era rifugiata nell'Italia meridionale, trovò protezione sotto Ferdinando I di Napoli. Alla morte di quest'ultimo sovrano e alla conseguente occupazione spagnola, le sparute comunità ebraiche videro la propria sorte capovolgersi e lo stesso re di Spagna il 23 novembre 1510 emise un ulteriore atto di espulsione degli ebrei da tutta l'Italia del Sud evitabile solo con il pagamento di 300 ducati.
Di lì a poco neanche gli ebrei convertiti poterono rimanere in Sicilia e in Italia meridionale in quanto nel maggio 1515 un altro atto spingeva gli ebrei convertiti ad abbandonare il regno.  Ben prima dello scadere del suo mandato nel 1494 e anteriormente alla unificazione dei regni iberici sotto gli Asburgo di Spagna del 1516, il viceré di Sicilia Ferdinando de Acuña y de Herrera, conte di Buendía, curò personalmente la vendita dei terreni ove sorgeva la Sinagoga, area corrispondente all'attuale insediamento occupato dalla chiesa di San Nicola da Tolentino, zona in epoca araba denominata harat al yahud ovvero «quartiere dei giudei».

### Epoca contemporanea
- XIX secolo, Al ritorno dei Gesuiti, passò alla Congregazione della Croce e Martorio di Cristo detta del Sabato sotto il titolo della «Conversione dei peccatori», fondata nel 1626 nel convento di San Niccolò da Tolentino ove si riuniva di sabato nella chiesa di Santa Maria della Grazia dei Notai, annesso al citato convento.

### Epoca attuale
- 12 gennaio 1493 - 12 gennaio 2017.

Dopo ben 524 anni dall'abbandono di Palermo, l'arcivescovo Corrado Lorefice ha disposto la concessione in comodato d'uso gratuito dell'Oratorio alla comunità ebraica cittadina.